# Ye Xiaogang
Ye Xiaogang, Chinees: 叶小纲; Pinyin: Ye Xiaogang (China, 23 september 1955) is een Chinese componist van klassieke muziek.

## Biografie
Ye Xiaogang is de zoon van de componist Ye Chunzhi. Ye Xiaogang studeerde in Peking aan het Centrale Conservatorium voor Muziek in de periode 1978-1983. In 1987 startte hij met een opleiding aan de Eastmen Muziekschool. Onder andere Samuel Adler, Louis Andriessen en Alexander Goehr waren enkele van zijn docenten.
In 2008 bereikte zijn carrière een hoogtepunt. Ye Xiaogang was de officiële vertegenwoordiger van Chinese muziek aan de Olympische Zomerspelen 2008 in Peking. In die hoedanigheid nam hij deel aan de Olympische fakkeltocht op 7 augustus 2008. Xiaogang componeerde een pianoconcert voor de openingsceremonie van deze Spelen. De officiële titel van dit werk werd tijdens de openingsceremonie bekendgemaakt: Starry Sky. Het acht minuten durende pianoconcert is geschreven voor piano met orkest. Daarnaast bevat het elektronische delen die gecomponeerd zijn door Zou Hang, een student van Xiaogang. Starry Sky representeert het moderne China. Tijdens de ceremonie werd het stuk uitgevoerd door de pianist Lang Lang, die werd begeleid door het Chinese Philharmonisch Orkest, onder leiding van Yu Long.

## Composities
Xiaogang Ye's muzikale stijl wordt gekenmerkt door de vermenging van Chinese muzikale taal met westerse stijlen (o.a. romantiek en modernisme). Ye is meester in orkestratie en is thuis in verscheidene muzikale genres en stijlen.

### Vocaal
- Twilight in Tibet voor tenor, hoorn en orkest, op. 41 (2002)
- The Song of the Earth voor sopraan, bariton en orkest, op. 47
- Poems of Lingnan voor tenor, op. 62 (2011)
- Seven Episodes for Lin'an voor sopraan, tenor, bariton en orkest, op. 63 (2011)
- The Road to the Republic (Cantate) (2011)
- The song of sorrow and gratification voor basbariton en orkest, op. 67 (2012)

### Orkestraal
- Winter voor orkest, op. 28 (1988)
- Cantonese Suite voor orkest, op. 51 (2005)
- Sichuan Image op. 70
- Tinjin Suite voor orkest, op. 75 (2015-2016)

#### Symfonieën
- Symfonie Nr.2 "Horizon" voor sopraan, bariton en orkest, op. 20 (1984/85)
- Great Wall Symphony (2002)
- Symfonie Nr.3 "Chu" op. 46 (2004/207)
- Symfonie Nr.4 "Songs from the Steppe"
- Symfonie Nr.5 "Lu Xun"
- Symfonie Nr.7 "The Heroes"

### Concerto's
- The brilliance of Western Liang voor viool en orkest, op. 16 (1983)
- The Last Paradise voor violin en orkest, op. 24 (1993)
- Concerto of Life voor piano en orkest, op. 23c (2000)
- Pipa Concerto op. 31 (2001)
- Scent of Green Mango voor piano en orkest, op.42 (1998-2014)
- December chrysanthemum voor fluit en orkest, op. 52b
- Starry sky voor piano en orkest, op. 56 (2008)
- Lamura Cuo voor viool en orkest, op.69b (2014)
- Mount E'mei voor viool en orkest, op.64 (2015-2016)

### Kamermuziek
- Springs in the Forest voor zheng, op. 6
- Poem of China voor cello en piano, op. 15 (1981)
- San Die voor zheng en fluit op. 7a (1986)
- Enchanted Bamboo voor piano, viool (2), altviool en cello, op. 18
- Hibiscus voor 6 spelers op. 48
- December Chrysanthemum voor fluit en piano, op. 52
- Namucuo voor piano, op. 53
- Datura voor fluit, viool, cello en piano, op. 57
- Colorful Sutra Banner trio voor piano, viool en cello, op. 58
- Piano Trio op. 59
- Basong Cuo op. 65 voor zheng en 5 spelers, op.65 (2012)
- Gardenia voor pipa en strijkkwartet, op. 78 (2017)

### Overige
- Therenody
- Tripdus
- Ballade op.25
- Shenzhen Story
- Macau Bride (Ballet-Suite) op. 34 (2001)
- Dalai VI
- Nine Horses
- The Silence of Mount Minshan voor strijkers, op. 73 (2015)

### Film
- Rise of the Great Powers (2006)
- The Cairo Declaration (2016)

## Opnames
- Symfonie Nr.2 "Horizon"— Wergo WER6646-2 (2004)
- The Macau Bride op.34 (Ballett-Suite) — Naxos 8.573131 (2014)
- Symfonie Nr.3 "Chu"— BIS records BIS-2083 (2016)
- December Chrysanthemum (Chamber Music) — Delos DE3559 (2020)
- Winter— BIS records BIS-2113 (2021)
- Vioolconcerto op.64 "Mount E'mei" — Naxos 8.579087 (2021)
- Mahler & Ye: The Song Of The Earth — Deutsche Grammophon (2021)
- The Road to the Republic (Cantate) — Naxos 8.579089 (2021)
- 7 Episodes for Lin'an op.63 — Naxos 8.579088 (2022)
- Sichuan Image op.70— BIS records BIS-2303 (2022)

- Bibliothèque nationale de France: cb148323183 (data)
- Gemeinsame Normdatei: 129030260
- International Standard Name Identifier: 0000 0000 3832 2495
- Library of Congress Control Number: n2002070436
- MusicBrainz: d07e0792-f3f8-4d1e-9c8f-c4f927d3c437
- Nationale Bibliotheek van Tsjechië: xx0174472
- Nationale Bibliotheek van Israël: 987007457249305171
- Nederlandse Thesaurus van Auteursnamen: 24593474X
- SNAC: w6j410rd
- Système universitaire de documentation: 074119141
- Virtual International Authority File: 357144782723250029795
- WorldCat: E39PBJkp3fwxmbfqxw44dbdxXd